# Saint-Étienne-sur-Reyssouze
Saint-Étienne-sur-Reyssouze es una comuna francesa situada en el departamento de Ain, de la región de Auvernia-Ródano-Alpes.

## Demografía
| 495 | 480 | 409 | 402 | 376 | 386 | 495 | 555 | 571 |
| Para los censos de 1962 a 1999 la población legal corresponde a la población sin duplicidades (Fuente: INSEE [Consultar]) |     |     |     |     |     |     |     |     |